# Hekel

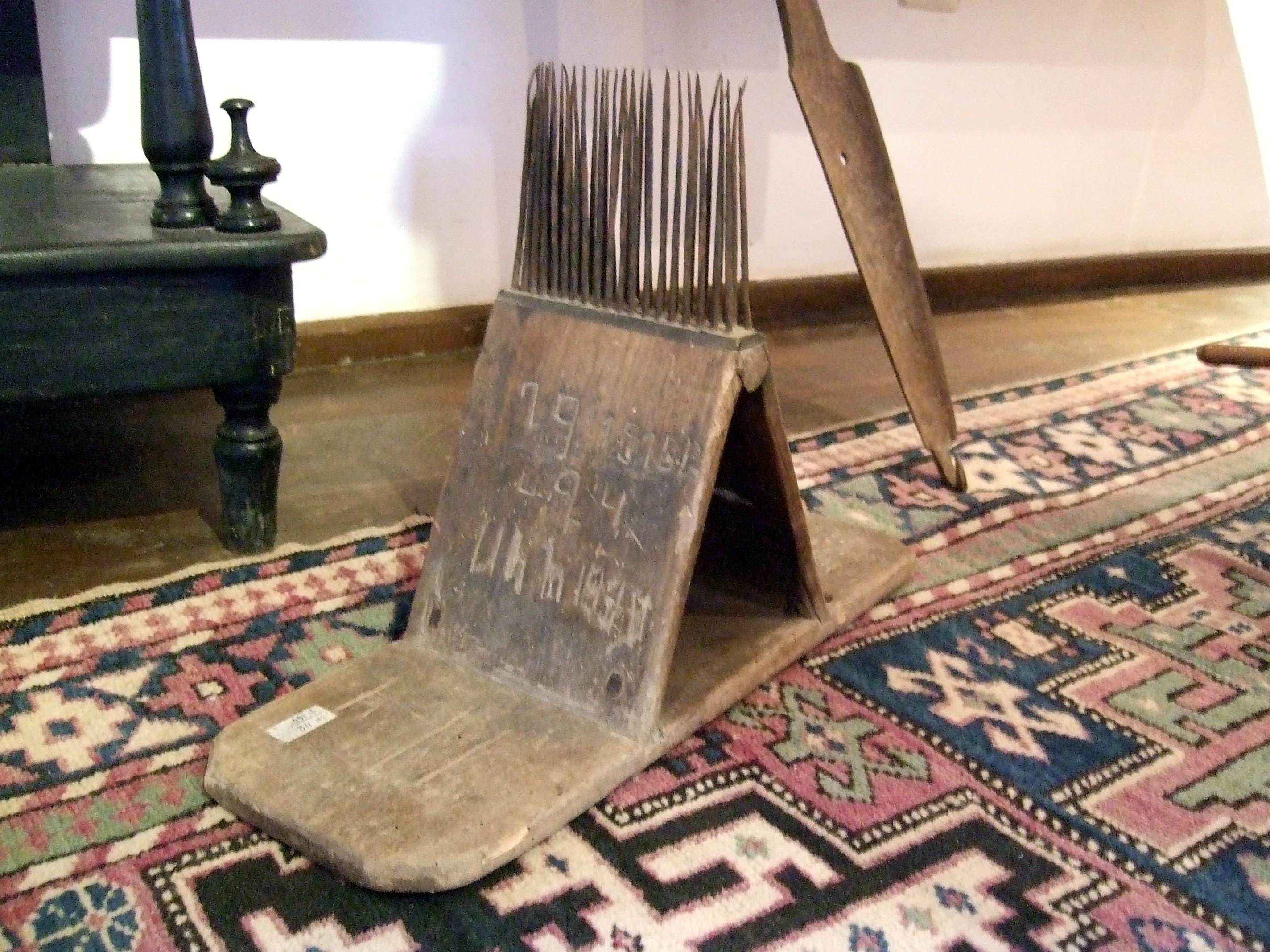
Hekel

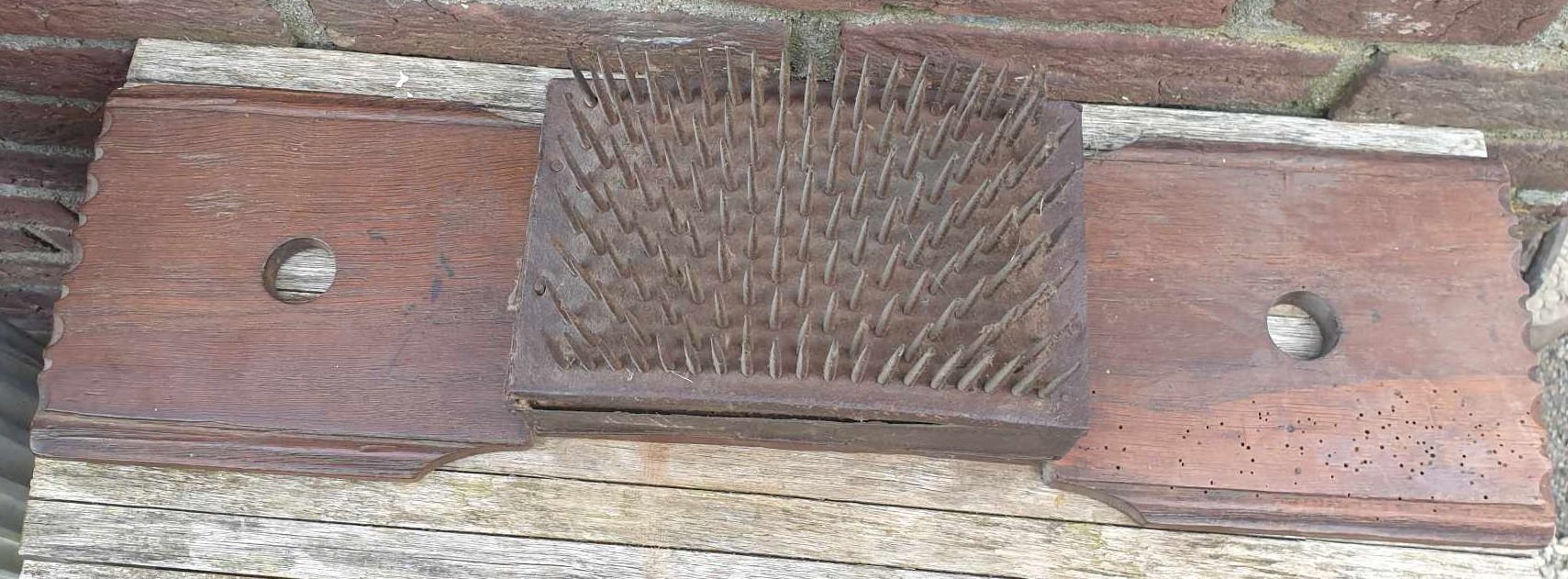
Vlaskam

Een hekel, ook wel hekelbank of vlaskam, is een stuk gereedschap dat werd gebruikt om de vezels van planten als vlas en hennep tot een lange gladde bundel te vormen. Daarbij worden verontreinigingen en harde stukken verwijderd en de vezels gekamd. Hiervoor gebruikt men een speciale olie. De vezels werden vaak verder verwerkt in de touwslagerij of er werd textiel zoals linnen van geweven. Een vergelijkbaar voorwerp is de kaarde, die werd gebruikt om wol te bewerken.

## Werkwijze
Het hekelen kende gewoonlijk drie fasen waarbij van grof naar fijn wordt gewerkt. De hekelaar slaat hiervoor het uiteinde van een bundel gedroogde plantenstengels om zijn hand en haalt het herhaald over de hekel. Wanneer alle onregelmatigheden zijn verwijderd, zijn de vezels geschikt voor verdere productie. Er werd onder meer hennep, vlas, manilla, sisal en kokos gehekeld.

## Over de hekel halen
De uitdrukking  'iemand over de hekel halen' of 'iemand hekelen' is van hekel afgeleid. Het betekent iemand kwetsen of scherp beoordelen. De uitdrukking 'ergens een hekel aan hebben' is niet van de hekel afgeleid maar van 'hakken' (de pik hebben op).